# پیوند علیا
پیوند علیا یک روستا در ایران است که در دهستان مود شهرستان سربیشه واقع شده‌است. پیوند علیا ۷۲ نفر جمعیت دارد.